# Paklenica (Novska)
Paklenica je naselje u Republici Hrvatskoj u Sisačko-moslavačkoj županiji, u sastavu grada Novske.

## Zemljopis
Paklenica se nalazi istočno od Novske na cesti prema Okučanima, susjedna naselja su Stari Grabovac na zapadu te Voćarica na istoku.

## Stanovništvo
Prema popisu stanovništva iz 2011. godine Paklenica je imala 279 stanovnika.
| broj stanovnika | 127   | 393   | 452   | 527   | 554   | 653   | 671   | 690   | 348   | 439   | 556   | 541   | 535   | 478   | 296   | 279   | 210   |
|                 | 1857. | 1869. | 1880. | 1890. | 1900. | 1910. | 1921. | 1931. | 1948. | 1953. | 1961. | 1971. | 1981. | 1991. | 2001. | 2011. | 2021. |